# Pena (Teksas)
Pena – jednostka osadnicza w Stanach Zjednoczonych, w stanie Teksas, w hrabstwie Starr.